# Δ18O

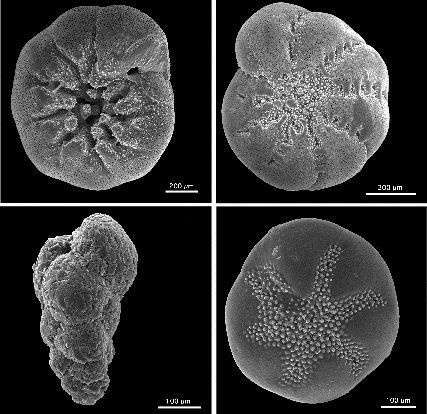
La valeur de δO dans les coquilles carbonatées des foraminifères fossiles (photographie en microscopie électronique à balayage) fournit des informations sur la température de la mer quand et là où ils vivaient.

δ18O (prononcé « delta dix-huit O » ou plus souvent « delta O dix-huit ») est une notation commode du rapport 18O/16O des nombres d'atomes d'oxygène 18 et d'oxygène 16 dans un échantillon. δ18O est très utilisé en paléoclimatologie, en paléocéanographie, en géochimie et en planétologie. On le mesure par exemple dans les coraux, les foraminifères ou les carottes de glace afin de restituer le climat passé. Il est aussi utilisé pour caractériser les interactions entre les eaux souterraines et les minéraux, ses variations étant alors dues au fractionnement isotopique accompagnant les réactions chimiques.

## Définition
δ18O est la variation relative du rapport 18O/16O entre une référence (un standard) et l'échantillon considéré, exprimée généralement en millièmes :
δ18O = {\displaystyle 1\,000\left[{\frac {\left(^{18}\!\mathrm {O} /^{16}\!\mathrm {O} \right)_{\text{échantillon}}}{\left(^{18}\!\mathrm {O} /^{16}\!\mathrm {O} \right)_{\text{référence}}}}-1\right]}
Remarque : une expression telle que δ18O = 13 est conforme à la définition ci-dessus, mais on trouve aussi écrit δ18O = 13 ‰. Les deux expressions sont en pratique équivalentes (vu la faible amplitude des variations observées, une erreur d'ordre de grandeur d'un facteur 1 000 est tout à fait improbable), mais en toute rigueur la seconde signifie que δ18O a été défini sans le facteur 1 000 (car 13 ‰ = 0,013).
La référence généralement utilisée est l'eau océanique moyenne normalisée de Vienne (VSMOW, pour Vienna Standard Mean Ocean Water), dont le rapport 18O/16O vaut :
{\displaystyle \left(^{18}\!\mathrm {O} /^{16}\!\mathrm {O} \right)_{\text{VSMOW}}=(2005{,}20\pm 0{,}43)\times 10^{-6}}.
Le standard VSMOW a été initié par le géochimiste américain Harmon Craig (en) en 1967, et promulgué en 1968 par l'Agence internationale de l'énergie atomique (dont le siège est à Vienne). Auparavant on employait un standard américain de composition très similaire (le SMOW, pour Standard Mean Ocean Water), ou bien l'eau issue de la fonte de neige naturelle, de composition également voisine.

## Variations
Les variations du rapport isotopique 18O/16O dans les échantillons sont dues au fractionnement isotopique, qui résulte de la différence de masse entre les deux isotopes. Les différentes énergies caractéristiques (énergies de vibration, énergies d'activation, etc.) sont plus grandes pour l'oxygène 18 que pour l'oxygène 16. Il en résulte de petites différences dans les constantes d'équilibre et surtout des vitesses de réaction plus faibles pour l'oxygène 18. Cela se traduit notamment lors de l'évaporation de l'eau, puis lors de la condensation de la vapeur d'eau sous forme de pluie ou de neige. Les nuages sont ainsi plus riches en oxygène 16 qu'en oxygène 18. La mesure du rapport isotopique 18O/16O (donc de δ18O) des échantillons prélevés peut alors être interprétée en termes d'intensité des phénomènes d'évaporation et condensation.
Les valeurs de δ18O dépendent notamment de la latitude. Les nuages opèrent une circulation, en général, de l'équateur vers les pôles. Ce déplacement entraîne une perte en oxygène 18 qui a une condensation plus facile quand les températures sont moins élevées. Les hautes latitudes présentant globalement des températures moins élevées que les basses, l'oxygène 18 y est moins présent.

## Paléoclimatologie
La mesure de δ18O permet de caractériser les températures du passé (paléoclimatologie). Lorsque la température augmente, l'évaporation est plus intense et le déséquilibre en faveur de l'oxygène 16 joue moins (δ18O est plus élevé). Lorsque la température baisse, c'est l'inverse. Ainsi, un échantillon de glace polaire relativement riche en oxygène 18 témoigne d'une période plutôt chaude tandis qu'un échantillon pauvre témoigne d'une période froide. En revanche, un échantillon de foraminifère benthique riche en oxygène 18 témoignera d'une période froide et inversement pour un échantillon pauvre en oxygène 18. Les méthodes de datation absolue ou relative indiquent de quelle période géologique il s'agit.